# Рајко Алексић
Рајко Алексић (Српска Црња, 19. фебруар 1947) бивши је југословенски и српски фудбалер који је играо у одбрани.

## Каријера
Алексић је у каријери играо за само два клуба, Војводину и Олимпик Лион. За Војводину је дебитовао 1966. године у Нишу, када је побеђен Раднички (1:0). У игру је тада ушао уместо повређеног Стевана Секереша. То је била прва од 492 утакмице које одиграо за Војводину у свим такмичењима, а 214 их је одиграо у првенству.
Са тридесет година је отишао у иностранство, у Француску, где је три сезоне (1977–1980) наступао за Олимпик Лион.

## Репрезентација
- За младу фудбалску репрезентацију Југославије је одиграо осам утакмица;
- За сениорску репрезентацију Југославије је одиграо две утакмице, 1968. године;

Учествовао је на Европском првенству 1968.

## Клубови
- Војводина Нови Сад (1965–1977)
- Олимпик Лион (1977–1980)